# Donji Ulišnjak
Donji Ulišnjak är en ort i Bosnien och Hercegovina.   Den ligger i entiteten Federationen Bosnien och Hercegovina, i den centrala delen av landet, 80 km norr om huvudstaden Sarajevo. Donji Ulišnjak ligger 277 meter över havet och antalet invånare är 615.
Terrängen runt Donji Ulišnjak är lite kuperad. Närmaste större samhälle är Maglaj, 2,6 km nordväst om Donji Ulišnjak. 
I omgivningarna runt Donji Ulišnjak växer i huvudsak lövfällande lövskog. Runt Donji Ulišnjak är det ganska tätbefolkat, med 93 invånare per kvadratkilometer.